# Trémouille-Saint-Loup
Trémouille-Saint-Loup [tʁemuj sɛ̃ lu] ist eine französische Gemeinde mit 144 Einwohnern (Stand: 1. Januar 2022) im Département Puy-de-Dôme in der Region Auvergne-Rhône-Alpes (vor 2016 Auvergne). Sie gehört zum Arrondissement Issoire und zum Kanton Le Sancy (bis 2015 La Tour-d’Auvergne).

## Lage
Trémouille-Saint-Loup liegt etwa 58 Kilometer südwestlich von Clermont-Ferrand. Umgeben ist Trémouille-Saint-Loup von den Nachbargemeinden Larodde im Norden, Bagnols im Osten und Nordosten, Cros im Osten, Lanobre im Süden, Beaulieu im Südwesten sowie Labessette im Westen.

## Bevölkerungsentwicklung
| Jahr                       | 1962 | 1968 | 1975 | 1982 | 1990 | 1999 | 2006 | 2013 |
| Einwohner                  | 279  | 238  | 226  | 212  | 166  | 148  | 145  | 132  |
| Quellen: Cassini und INSEE |      |      |      |      |      |      |      |      |

## Sehenswürdigkeiten

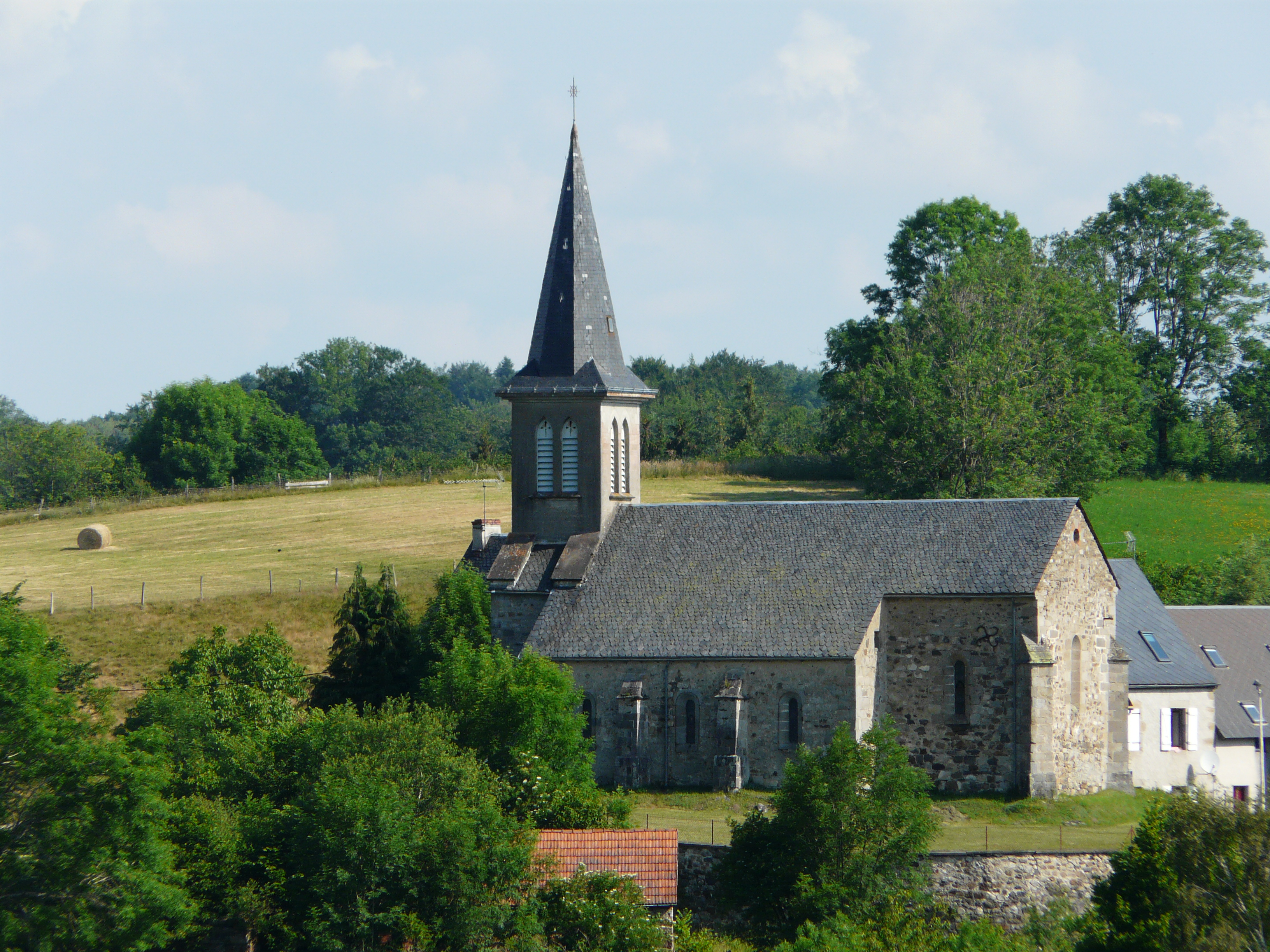
Kirche Saint-Loup

- Kirche Saint-Loup aus dem 12. Jahrhundert